# برنارد برينكمان
برنارد برينكمان (بالألمانية: Bernhard Brinkmann)‏ (و. 1952 – م) هو سياسي، من ألمانيا، هو عضوٌ في الحزب الديمقراطي الاجتماعي الألمانيشارك في الانتخابات الرئاسية الألمانية 2012، والانتخابات الرئاسية الألمانية 2010، والانتخابات الرئاسية الألمانية 2004، والانتخابات الرئاسية الألمانية 2009، والانتخابات الرئاسية الألمانية 1999 ‏.

## مناصب
تولى منصب عضو البرلمان الألماني.